# Vente d'une serve
Vente d'une serve est un tableau de Nikolaï Nevrev, daté de 1866, exposé à la Galerie Tretiakov à Moscou. Si le tableau est daté de 1866, le titre précise qu'il s'agit d'une scène d'un passé encore proche. L'abolition du servage de 1861 en Russie a eu un impact limité dans certains domaines : ainsi les serfs liées à des terres étatiques n'ont été libérés de leur statut qu'en 1866. 
Ce tableau, outre son aspect « social », permet d'apprécier combien le côté « littéraire » passe avant le côté pictural chez la plupart des Ambulants.

## Description
Le sujet du tableau est la vente d'une jeune et belle serve par son maître à un nouveau propriétaire. Certains critiques d'art interprètent la vente comme étant une nécessité du maître pour apurer ses dettes. La vente se passe dans le cabinet de travail du maître des lieux. Les portraits de famille qui ornent les murs et le tableau à sujet mythologique qui couvre toute la surface du fond, soulignent le rang social de ce maître. Le baromètre sophistiqué et les ouvrages reliés qui remplissent l'étagère permettent de penser qu'il s'agit d'un homme éclairé, probablement un noble libéral du XIXe siècle. Il vend sa serve sans plus d'embarras qu'un maquignon vendrait son cheval. Il est indifférent, fumant sa longue pipe, sans même regarder à qui il parle, devant une bouteille de vin qui n'est même pas accompagnée de verres pour un partage tant que l'affaire n'est pas conclue. Il est habillé d'une robe de chambre et porte des pantoufles comme quelqu'un qui n'est pas prêt à travailler de ses mains. La pauvre serve s'est habillée comme pour une fête. Son maître lui a demandé de mettre en valeur ses attraits. Son visage est triste et elle est inquiète du sort qui l'attend. La domesticité du maître se presse à la porte pour savoir. Le staroste, appuyé sur un bâton, assiste calmement à la transaction. Personne, sauf la serve, ne semble troublé par l'ignominie d'un tel marché, du fait que c'était chose courante à cette époque. L'acheteur a soigné son habillement. Il semble argumenter ajoutant le geste de sa main à la parole pour exprimer, sans doute, le fait que le prix est trop élevé à son estime.    
Les ambulants illustraient souvent les thèmes de la littérature classique russe du XIXe siècle, et en particulier de celle que l'on appelle la littérature d'accusation qui luttait contre les tares de la réalité sociale russe. Avec la question du travail des enfants mineurs une question cruciale était celle de l'arbitraire auquel étaient soumises les jeunes filles serves. Que ce soit pour les forcer à exécuter des travaux manuels au dessus de leurs forces ou pour subir des punitions corporelles, elles n'étaient pas protégées. Nicolas Gogol a décrit dans Les âmes mortes une vente de serfs de manière inimitable. La vente d'une serve de Nevrev fait encore écho aux œuvres de Alexeï Pissemski, de Leskov, de Saltykov-Chtchedrine 
Valentine Marcadé écrit en guise de conclusion de ses commentaires sur ce tableau : « On se croirait reporté au temps où Diderot (1713-1784) versait des larmes devant les œuvres de Jean-Baptiste Greuze ».